# Edmond Leclère
Edmond Leclère, né le 25 janvier 1912 à Foulzy et mort le 24 mars 1986 à Charleville-Mézières, est un joueur français de basket-ball.

## Palmarès
- 3e du championnat d'Europe 1937